# Крилов Микола Миколайович (військовик)
Крилов Микола Миколайович (рос. Крыло́в Никола́й Никола́евич; 19 грудня 1918 — 20 лютого 1980) — сержант Радянської Армії, учасник Другої світової війни, Герой Радянського Союзу (1943).

## Біографія
Народився 19 грудня 1918 року в селянській родині. Після закінчення середньої школи працював трактористом у машинно-тракторній станції.
У лютому 1940 року був призваний на службу в Робітничо-селянську Червону Армію. Закінчив полкову школу. З серпня 1943 — на фронтах Другої світової війни, був механіком-водієм танка 398-го танкового батальйону 183-ї танкової бригади 10-го танкового корпусу 40-ї армії Воронезького фронту. За час війни кілька разів було поранено. Відзначився під час битви за Дніпро.
У ніч з 23 на 24 вересня 1943 р. в числі перших переправився через Дніпро в районі хутора Монастирьок (нині — в межах селища Ржищів Кагарлицького району Київської області України) і взяв активну участь у відбитті великої кількості німецьких контратак, знищивши батарею мінометів та безліч солдатів та офіцерів супротивника.
Указом Президії Верховної Ради СРСР «Про присвоєння звання Героя Радянського Союзу офіцерському та сержантському складу артилерії Червоної Армії» від 9 лютого 1944 року за "зразкове виконання бойових завдань командування на фронті боротьби з німецькими загарбниками і виявлені при цьому відвагу був удостоєний звання Героя Радянського Союзу з врученням ордена Леніна та медалі «Золота Зірка» за номером 2371.
У 1946 р. був демобілізований. Спочатку проживав на батьківщині, був трактористом, бригадиром, механіком, пізніше переїхав до Челябінська, де працював бульдозеристом.
Помер 20 лютого 1980 року, похований на Успенському цвинтарі Челябінська.
Був також нагороджений орденами Червоної Зірки та Слави 3-го ступеня, низкою медалей.